# شبراخيت
شِبراخيت، مدينة مصرية تتبع محافظة البحيرة شمال مصر.

## تاريخ شبراخيت
بعدما وصلت الحملة الفرنسية إلى غرب مدينة الإسكندرية في 2 يوليو 1798 م، زحفوا على المدينة واحتلوها وثم أخذ نابليون يزحف على القاهرة عن طريق دمنهور حيث استطاع أن يحتل رشيد في 6 يوليو ووصل إلى الرحمانية وهي قرية على النيل وفي أثناء ذلك كان المماليك يعدون جيشا لمواجهة الجيوش الفرنسية بقيادة مراد بك حيث التقى الجيشان بالقرب من شبراخيت يوم 13 يوليو 1798 م[بحاجة لمصدر].
إلا أن المماليك هُزموا واضطروا إلى التقهقر فقفل مراد بك عائدا إلى القاهرة والتقى الجيش الفرنسي والجيش المملوكي تارة أخرى في موقعة إمبابة أو موقعة الأهرام حيث هزم جيش مراد بك مرة أخرى في هذه المعركة الفاصلة في 21 يوليو 1798 م[بحاجة لمصدر].

## أعلام مشاهير شبراخيت

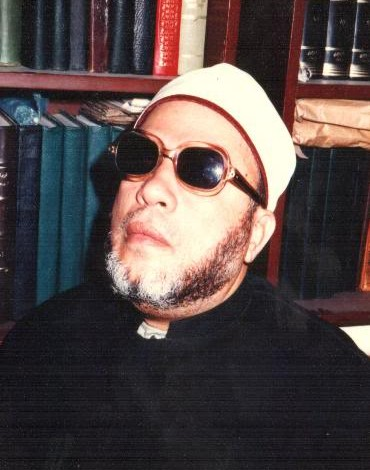
الشيخ عبد الحميد كشك.

- الشيخ محمد الخراشي أول إمام للجامع الأزهر الشريف وأحد كبار العلماء المسلمين.
- الشيخ محمد عبده أول مفتي مستقل لمصر معين من قبل الخديوي عباس حلمي الثاني.
- الشيخ عبد الحميد كشك أحد أكثر الدعاة والخطباء شعبية في الربع الأخير من القرن العشرين
- الشيخ سليم البشري شيخ الجامع الأزهر.
- المطرب محمد عبد المطلب.
- الفنان محمد سلطان من قرية أورين.
- الوزير فتحي الديب من قرية ابتوك.
- الشيخ محمود شلتوت.
- رجل الأعمال عماد الجلدة عضو لجنة السياسات بالحزب الوطني.
- المؤرخ العسكري جمال حماد من قرية شبرا ريس.

## صور
|  |  |